# Marina Martensson
Marina Mårtensson, slovensko-švedska pevka in kitaristka; *6. januar 1987, Švedska.
Slovenski materi in švedskemu očetu se je rodila na jugu Švedske, odraščala pa je na švedskem podeželju. Od leta 2013 živi v Sloveniji. Leta 2018 je nastopila na Emi 2018 s skladbo Blizu in se uvrstila v finale. Od septembra 2018 je spremljevalna pevka glasbene skupine Laibach.

## Diskografija

### Albumi
- Fences (2009)
- My Tribute to The King (2010)